# Sigara conocephala
Sigara conocephala är en insektsart som först beskrevs av Hungerford 1926.  Sigara conocephala ingår i släktet Sigara och familjen buksimmare. Inga underarter finns listade i Catalogue of Life.